# 幻彩詠香江

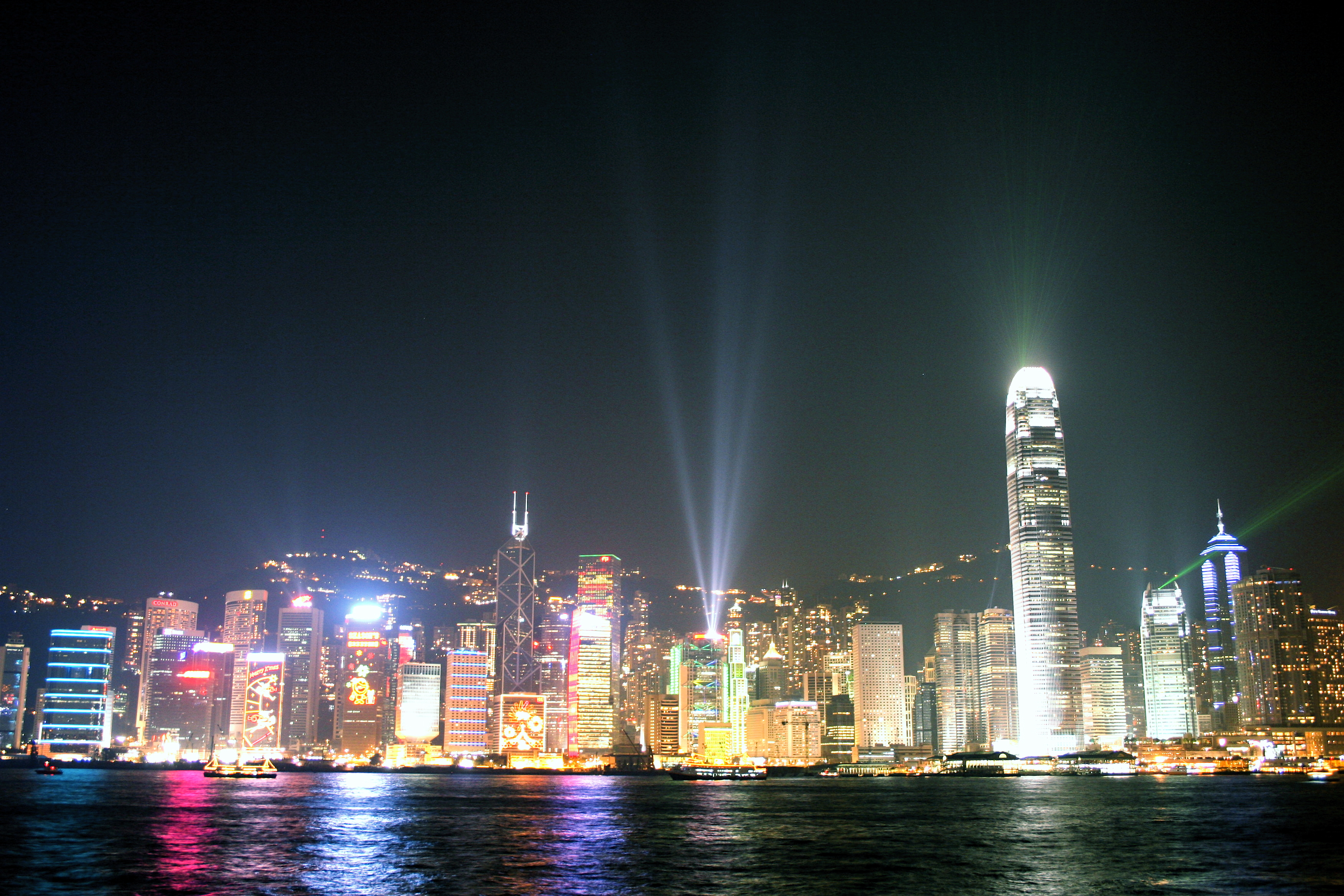
幻彩詠香江

幻彩詠香江（英語：A Symphony of Lights）是香港結合探射燈、激光、LED燈等燈光效果的音樂匯演，由維多利亞港兩岸合共44座摩天大樓及地標合作舉行，是香港旅遊事務署於2004年1月1日起宣傳香港的旅遊項目，歷來耗資4,400萬港元，吸引了逾400萬名旅客及市民欣賞。2005年11月21日，幻彩詠香江正式獲列入，成為全球最大型燈光音樂匯演。
除了因天氣惡劣而需要暫停外，幻彩詠香江活動每日於香港時間晚上8時正舉行，約歷時10分鐘，匯演內容包括音樂、燈光和激光等。星光大道和金紫荊廣場都設有揚聲器以播放背景音樂。2017年12月起，不再有介紹各參加匯演建築物名稱的旁述。
市民亦可透過「幻彩詠香江」Android 或 iOS 的流動應用程式收聽匯演的音樂。
最佳觀賞地點是九龍尖沙咀的九龍公眾碼頭、海港城觀景台（觀賞香港島部分）、香港島灣仔金紫荊廣場旁的灣仔臨時海濱花園（觀賞九龍部分）、東岸行人版道（觀賞整個）或者在天星小輪之上觀賞。
在指定特別日子，例如跨年，農曆新年、香港特區成立紀念日、中華人民共和國國慶日等，幻彩詠香江會特別加插大廈樓頂／海上煙火效果。
2023年7月8日，香港旅發局舉辦「樂聚維港嘉年華」，「幻彩詠香江」水上煙火版在一連五個周六日的晚上上演。
2024年，政府計劃向旅發局批出3.54億元，重新設計「幻彩詠香江」，旅發局表示涉及設計新匯演、拆走大廈老化硬體、軟件維修等，開支。目前「幻彩詠香江」與44座大廈及地標合作，程鼎一預告，明年重推的新版「幻彩詠香江」，將有新大廈加入演出，近期也流傳深圳京基100及平安金融中心也策劃燈飾用作配合幻彩詠香江，而香港也不排除會加入國際特色。

## 參與大廈
匯演開始時，旁述會於音樂襯托下，先宣讀所有參加匯演的建築物之名稱。維多利亞港最東面的參與建築物之名稱會先被宣讀，其後會逐一按位置宣讀西面的參與建築物名稱，最後被宣讀的參與建築物是中環中心，但於2017年12月1日起因更換全新音樂版本的幻彩詠香江，宣讀參加匯演的建築物名稱環節已取消。

### 第一期
自2004年1月17日起，幻彩詠香江由香港島北岸（包括灣仔、金鐘及中環）的18座大廈的幕牆作為表演場地，後逐步擴展至20座。由東至西包括：（參與大廈名稱後的括號內為燈光裝置；LED為發光二極管的英文簡寫；「煙」字表示在一些特別日子會加插煙火表演）。
1. 新鴻基中心煙 （激光、探射燈）
2. 中環廣場煙 （激光）
3. 香港會議展覽中心  （LED燈光）
4. 合和中心煙 （LED燈光、激光）
5. 夏愨大廈煙 （LED燈光）
6. 香港演藝學院 （泛光燈、LED燈光）
7. 中國恆大中心 （LED燈光）
8. 中信大廈煙 （LED燈光）
9. 金鐘道政府合署煙  （探射燈）

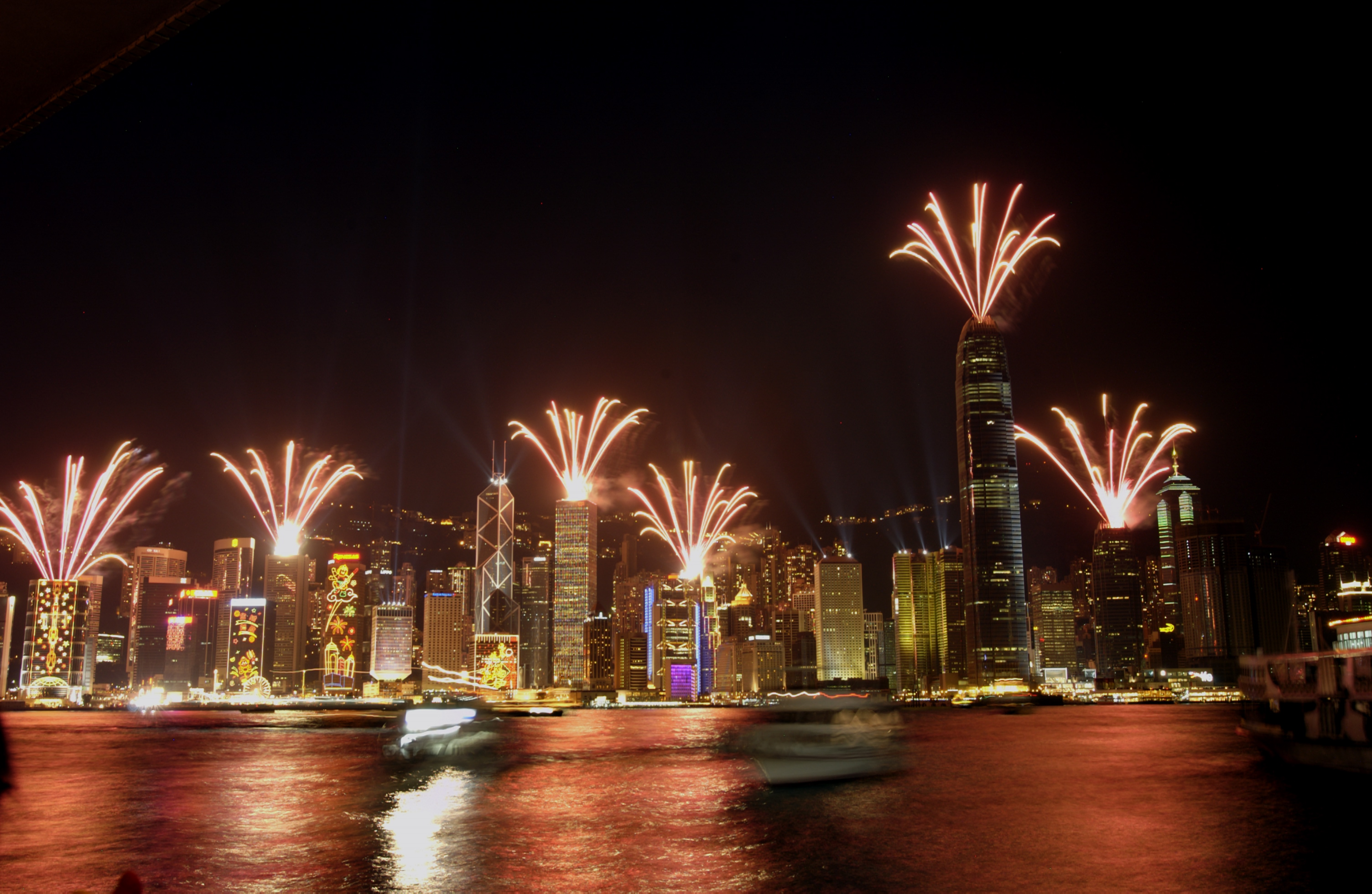
在特別日子，幻彩詠香江將加插煙火表演

10. 中國人民解放軍駐香港部隊大廈（LED燈光）
11. 中銀大廈（LED燈光、探射燈）
12. 長江集團中心煙 （LED燈光）
13. 香港匯豐銀行總行大廈煙 （LED燈光、探射燈）
14. 香港大會堂（LED燈光）
15. 怡和大廈煙 （泛光燈、探射燈）
16. 交易廣場第一座  （泛光燈、探射燈）
17. 交易廣場第二座  （泛光燈、探射燈）
18. 國際金融中心第二期煙 （激光）
19. 國際金融中心第一期（激光）
20. 中環中心（LED燈光）

### 第二期
自2005年12月23日起，幻彩詠香江擴展至九龍半島（包括尖沙咀及紅磡），港島北岸則有1座大廈加入：
1. 友邦金融中心（LED燈光）

而九龍半島則有12座建築物加入，由西至東包括：
1. 星光行（泛光燈）
2. 香港文化中心煙 （泛光燈、探射燈）
3. 北京道1號煙  （探射燈）
4. 香港藝術館煙 （LED燈光、探射燈）
5. 半島酒店 （簡約燈光裝置）
6. 麗景酒店煙 （泛光燈）
7. 新世界中心煙 （探射燈）
8. 星光大道（LED燈光、探射燈）
9. 尖沙咀中心  （LED燈光、探射燈）
10. 帝國中心煙 （LED燈光、探射燈）
11. 海景嘉福酒店 （簡約燈光裝置）
12. 香港體育館（LED燈光、探射燈）

自2007年5月1日起，為慶祝香港回歸中國10周年，幻彩詠香江逐步擴展到合共43座大廈參與，其中23座位於香港島、20座位於九龍。港島北岸新增的參與大廈，由東至西包括：
1. 美國銀行中心（LED燈光）
2. 渣打銀行大廈（LED燈光）

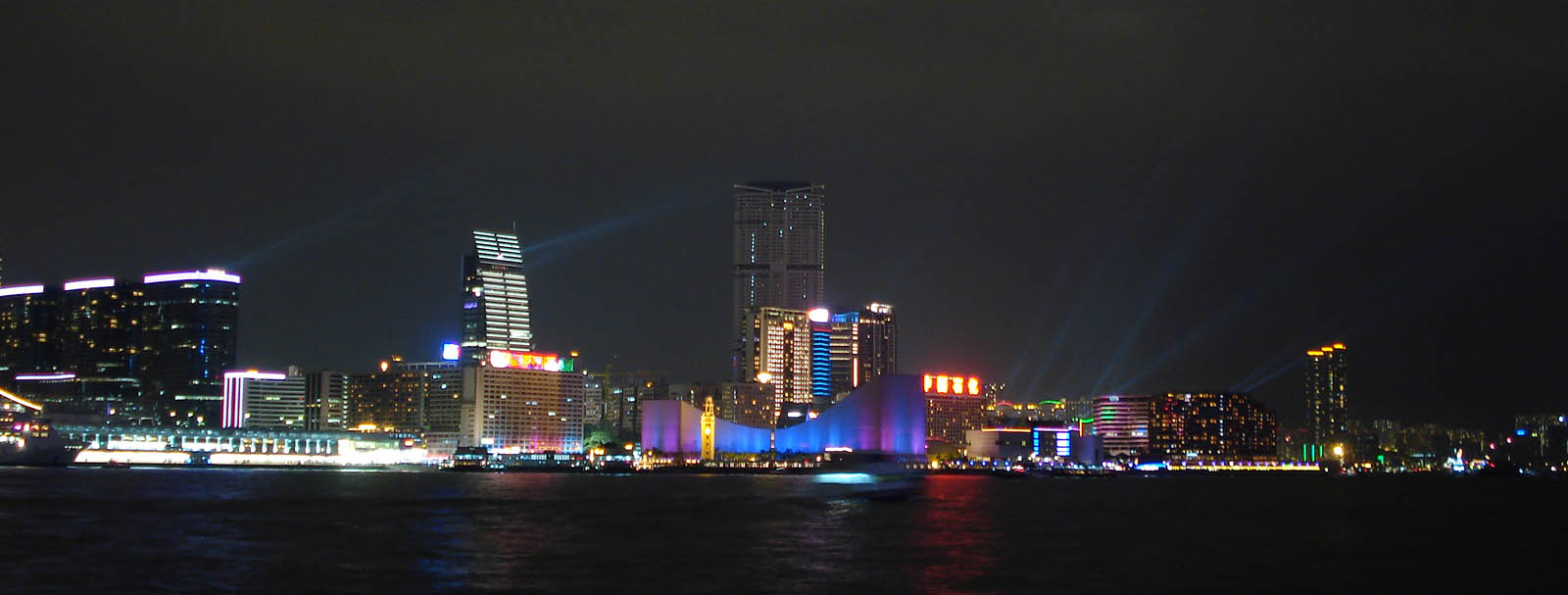
幻彩詠香江—九龍尖沙咀

九龍半島則有8座（官方將港威大廈5座大樓合併計算）建築物加入，由西至東包括：
1. 海港城／港威大廈第1-3；5-6座煙 （LED燈光、探射燈）
2. 海港城／海運大廈（LED燈光）
3. 朗豪坊 （探射燈）
4. 彌敦道26號煙 （LED燈光）
5. K11 （激光）
6. 海韻軒海景酒店（LED燈光）
7. 海灣軒海景酒店（LED燈光）
8. 香港國際展貿中心EMax  （探射燈）

隨後加入幻彩詠香江的參與匯演建築物包括：
- 2007年10月1日起：MegaBox （LED燈光、探射燈）
- 2012年5月1日起：環球貿易廣場（LED燈光、激光）
- 2014年上半年：中國建設銀行大廈（LED燈光，激光）
- 2014年下半年：啟德郵輪碼頭 （探射燈）
- 2017年下半年：世界夢號（LED燈光）

## 全新版
2017年12月1日起有以下建築物加入幻彩詠香江：
1. 入境事務大樓
2. 稅務大樓
3. 政府總部
4. 海港城／海運大廈（新擴建大樓）
5. 中國人壽中心
6. 都大中心
7. TOWER 535
8. 新銀集團中心
9. 香港摩天輪
10. 香港喜來登酒店
11. 信德中心
12. 干諾中心
13. 干諾道西38號
14. M+

而退出的建築物包括：
1. 香港演藝學院
2. 中信大廈
3. 中環中心[4]
4. 北京道1號
5. 半島酒店
6. K11 [來源請求]
7. 新世界中心
8. 尖沙咀中心[來源請求]
9. 帝國中心[來源請求]
10. 海景嘉福酒店
11. 海韻軒海景酒店
12. 海灣軒海景酒店
13. 香港國際展貿中心EMax
14. MegaBox [來源請求]
15. The ONE [來源請求]
16. 合和中心
17. 麗景酒店
18. 世界夢號
19. 中國網絡中心

## 流行文化
「幻彩詠香江」也有成為部分電視節目的題材。
美國科幻類電視劇集《FlashForward》（中文譯名：《未來閃影》）（香港無綫電視明珠台中文譯名：《2分17秒》）第9集（Believe）中，FBI聯邦探員以「幻彩詠香江」的音樂作為其中一項調查線索，從而查出一名神秘女人是從香港打出電話致電特工Demetri Noh（迪民）將於劇中2010年3月15日被謀殺。
除此之外日本的偵探動漫金田一少年之事件簿R中在一至四集（香港九龍財寶殺人事件）提到能在死者家中看到幻彩詠香江。
另外，香港無綫電視劇集《談情說案》，第五集提到陳貴的兒子陳志文（宋卓熹飾演），是因為看到住所對面大廈的八卦鏡，反射「幻彩詠香江」的雷射效果，而引起他對墮樓死亡的母親與姐姐（陳詩慧飾演）的聯想，令其他人以為屋內鬧鬼。

## 暫停
匯演於以下情況暫停舉行：
- 香港天文台於下午三時或以後發出三號或以上熱帶氣旋警告信號、紅色或黑色暴雨警告
- 地球一小時

（如當晚的匯演取消，有關消息會透過「幻彩詠香江」應用程式、新聞等方式向公眾發布）
- 匯演亦曾於以下哀悼日暫停
  - 為汶川大地震（2008年5月19日至21日）
  - 為玉樹地震（2010年4月21日）
  - 為舟曲泥石流（2010年8月15日）
  - 為馬尼拉人質事件（2010年8月24日至26日）
  - 為南丫島撞船事故（2012年10月4日至6日）
  - 為大埔公路雙層巴士翻側事故（2018年2月13日）

## 外部連結
- 幻彩詠香江官方網站 （页面存档备份，存于）
- Android流動應用程式 （页面存档备份，存于）
- iOS流動應用程式 （页面存档备份，存于）
- 「更多建築物參與『幻彩詠香江』慶祝香港回歸十週年」 （页面存档备份，存于）香港特區政府新聞公報，2007年6月24日
- 幻彩詠香江 2012 - Timable 事件 （页面存档备份，存于）